# Пам'ятна медаль «2600 років Японії»
Пам'ятна медаль «2600 років Японії» — медаль Японської імперії.

## Історія
Медаль була заснована 27 липня 1940 року указом Імператора Сьова № 488, який наказував нагороджувати цією нагородою тих, хто забезпечував проведення святкових заходів на честь 2600-ї річниці з заснування Японської імперії. Через це медаль досить поширена. За оцінками колекціонерів та дослідників, ця медаль — друга за поширеністю з медалей Японії, перше місце посідає медаль Китайського інциденту.
Австор медалі — скульптор Сьокічі Хата.

## Опис
Медаль має діаметр 30 мм, зроблена зі сплаву алюмінію та бронзи. На аверсі медалі зображений подвійний міст біля входу на внутрішню територію Імператорського палацу в Токіо. На реверсі медалі напис ієрогліфами «Пам'ятна медаль на честь 2600-ї національної річниці», що йде вертикально центром. У нижній частині реверсу зазначена дата — «15-й рік Сьова».
Медаль кріпиться до кільця зі стрічкою через вушко, зображене у формі яшмових підвісок Ясакани-но магатама (яп. 八尺瓊 経玉) — одних з трьох регалій японських імператорів.
Стрічка медалі 37 мм шириною, виконана з шовку муарового, світло-фіолетова з вісьмома червоними поздовжніми смугами по 1 мм шириною кожна, віддаленими на 2.5 мм одна від одного. Фіолетовий колір уособлює небо, червоний — вірність, а кількість смуг — політичне гасло націоналістичного характеру «Вісім кутів світу під одним дахом». Жіноча медаль носилась на банті. Стрічка медалі досить швидко вицвітає, тому часом іронічно кажуть, що разом зі стрічкою швидко «вицвіла» Японська імперія, адже через 5 років після заснування медалі Японську імперію окупували союзні війська.
Футляр виготовлявся із темно-синього картону. На ньому срібними ієрогліфами була написана назва медалі.

## Галерея
- Футляр для медалі
- Медаль в футлярі
- Жіноча версія медалі
- Нагородний сертифікат медалі